# Belgian Professional Football Coaches
Belgian Professional Football Coaches, of kortweg BFC Pro, is de belangenvereniging van professionele Belgische voetbalcoaches. De organisatie werd in 2011 opgericht maar stierf door gebrek aan interesse een stille dood. In 2022 werd de organisatie nieuw leven ingeblazen, anno mei 2025 is de website offline.
De BFC Pro wil professionele trainers verenigen en hun belangen verdedigen bij bijvoorbeeld de Profliga of Koninklijke Belgische Voetbalbond (KBVB). 
De BFC Pro werd in 2011 opgericht en duidde Jacky Mathijssen aan als eerste voorzitter. Trainers die in het bezit zijn van een UEFA A-diploma of een Pro-licence mogen tot de organisatie toetreden.

## Organigram
| Naam                | Functie                     |
| ------------------- | --------------------------- |
| Jacky Mathijssen    | Voorzitter                  |
| Hugo Broos          | Ondervoorzitter             |
| Jan Ceulemans       | Ondervoorzitter             |
| Glen De Boeck       | Directeur-generaal          |
| Jan Van Winckel     | Directeur-generaal, vorming |
| Filip De Wilde      | PR, marketing, financiën    |
| Georges Leekens     | PR, marketing, financiën    |
| Marc Brys           | Technische zaken            |
| Hein Vanhaezebrouck | Technische zaken            |
| Francky Dury        | Sociale zaken               |
| Peter Maes          | Sociale zaken               |
| José Riga           | Vorming                     |